# Fundación EU-LAC
La Fundación Internacional Unión Europea, América Latina y el Caribe (Fundación EU-LAC) es una organización internacional creada en 2010 por los jefes de Estado y de Gobierno de la Unión Europea (UE), América Latina y el Caribe (ALC) con la misión de fortalecer y promover la asociación estratégica entre ambas regiones, mejorar su visibilidad y fomentar la participación de las respectivas sociedades civiles.
Establecida en 2011 en  Hamburgo, Alemania, donde tiene su sede, la Organización Internacional es una herramienta de las relaciones birregionales. Sus actividades están orientadas a nutrir el diálogo intergubernamental, en particular en siete áreas temáticas estratégicas: Educación Superior; Ciencia, Tecnología e Innovación; Economía Sostenible, Resiliente e Inclusiva; Cambio Climático; Cultura, Multilateralismo y Asociación Birregional, y Género. Sin embargo, otras temáticas como juventud y el cumplimiento de los Objetivos del Desarrollo Sostenible (ODS) son ejes transversales para todas sus líneas de acción, lo cual permite, en su conjunto, a la Fundación ser un actor clave en la profundización y la dinamización de la asociación estratégica birregional. La Fundación se compone de 61 miembros: 33 Estados miembros de América Latina y el Caribe, 27 Estados miembros de la Unión Europea y la propia Unión Europea a través de sus instituciones.

## Historia

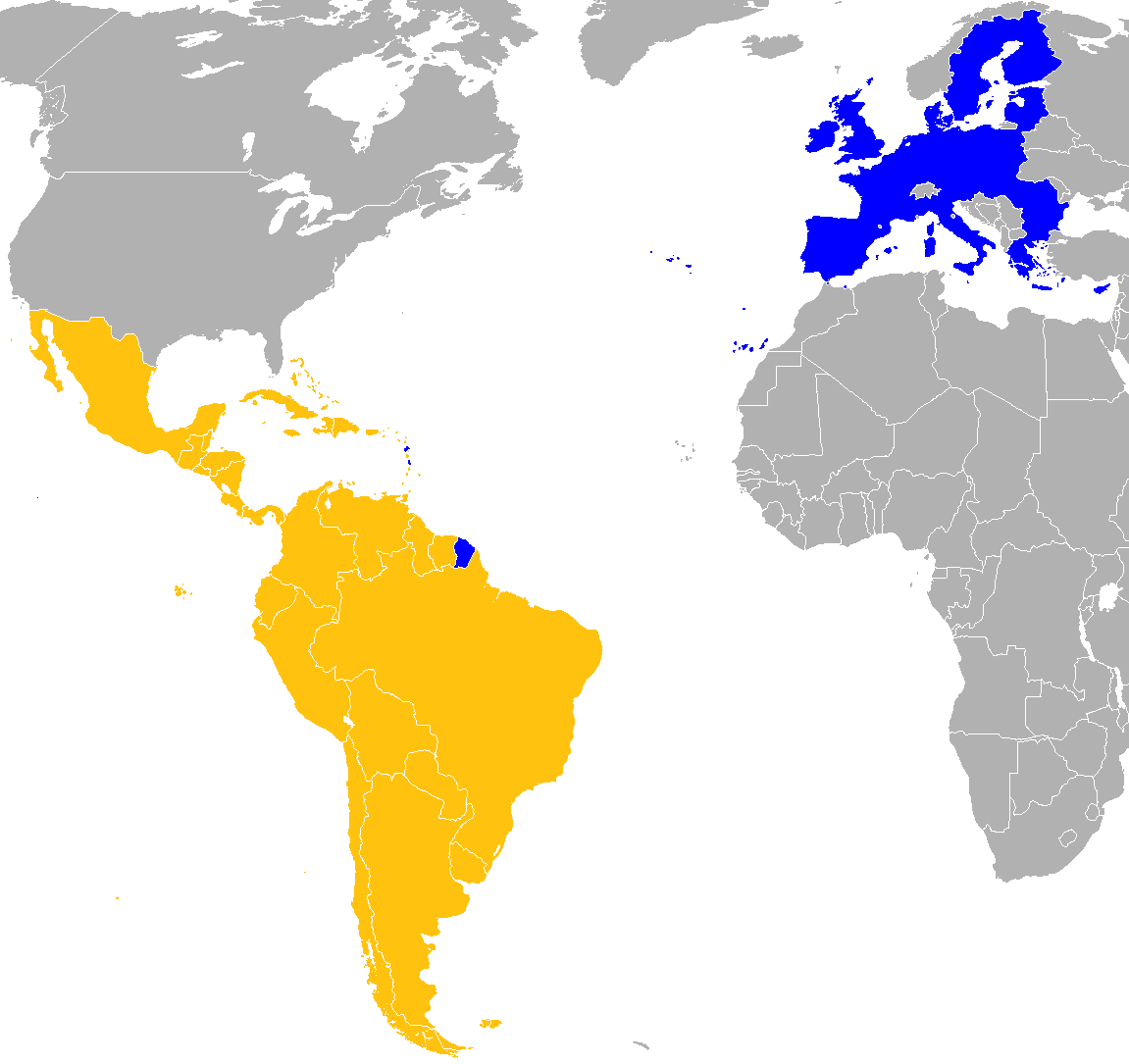
Mapa de la situación geográfica de los países miembros de la Fundación EU-LAC

Durante la quinta Cumbre América Latina, el Caribe y la Unión Europea (Cumbre ALC-UE), celebrada en Lima, Perú el 16 de mayo del 2008, la iniciativa para la creación de una organización birregional fue adoptada por los jefes y las jefas de Estado y de Gobierno de ALC y la UE.
En la sexta Cumbre ALC-UE, celebrada en Madrid, España, el 18 de mayo del 2010, la decisión de crear la Fundación EU-LAC fue tomada por los jefes y las jefas de Estado y de Gobierno de la UE y ALC, el presidente del Consejo Europeo y el presidente de la Comisión Europea. La Fundación fue creada como una herramienta para fortalecer la asociación birregional y como medio para estimular el debate sobre estrategias y acciones comunes.
La Fundación EU-LAC inició labores formalmente el siete de noviembre de 2011 con un estatus transitorio de fundación bajo la legislación civil alemana. Su sede se encuentra en la Ciudad Libre y  Hanseática de Hamburgo, Alemania.
El Acuerdo que constituye a la Fundación EU-LAC en una organización internacional con personalidad jurídica bajo el derecho internacional público fue puesto a disposición para la firma durante la Reunión de Ministros de Asuntos Exteriores de CELAC y la UE en Santo Domingo, el 25 de octubre del 2016, y entró en vigor el 17 de mayo de 2019.

## Membresía
La Fundación EU-LAC se compone de 61 miembros: 33 Estados miembros de América Latina y el Caribe, 27 Estados miembros de la Unión Europea y la propia Unión Europea a través de sus instituciones.
Desde 2010, la Comunidad de Estados Latinoamericanos y Caribeños (CELAC) es la contraparte de la UE en el proceso de asociación birregional. La CELAC está integrada por los 33 países de América Latina y el Caribe.
Lista completa de los miembros de la Fundación EU-LAC:

### Miembros de América Latina y el Caribe
| - Antigua y Barbuda - Argentina - Bahamas - Barbados - Belice - Bolivia - Brasil | - Chile - Colombia - Costa Rica - Cuba - Dominica - Ecuador - El Salvador | - Granada - Guatemala - Guyana - Haití - Honduras - Jamaica - México | - Nicaragua - Panamá - Paraguay - Perú - República Dominicana - San Cristóbal y Nieves - Santa Lucía | - San Vicente y las Granadinas - Surinam - Trinidad y Tobago - Uruguay - Venezuela |

### Miembros de la Unión Europea
| - Alemania - Austria - Bélgica - Bulgaria - Croacia - Chipre | - Dinamarca - Eslovaquia - Eslovenia - España - Estonia - Finlandia | - Francia - Grecia - Hungría - Irlanda - Italia - Letonia | - Lituania - Luxemburgo - Malta - Países Bajos - Polonia - Portugal | - República Checa - Rumania - Suecia - Unión Europea |

## Objetivos y Actividades
Los objetivos de la Fundación EU-LAC son:

1. Contribuir al fortalecimiento del proceso de asociación birregional UE-CELAC que involucra la participación y los aportes de la sociedad civil en todas sus formas organizadas y otros actores sociales;
2. Fomentar un mayor conocimiento y entendimiento mutuo entre ambas regiones;
3. Mejorar la visibilidad mutua entre las regiones y de la propia asociación birregional.

Para cumplir sus objetivos, la Fundación EU-LAC desarrolla varias iniciativas en las siguientes áreas temáticas: 
1. Educación Superior
La Fundación EU-LAC contribuye a crear espacios de diálogo y gestión del conocimiento para construir el Espacio Común de Educación Superior Unión Europea, América Latina y el Caribe, así como para facilitar la participación y las contribuciones de la sociedad civil, incluyendo el sector académico a la cooperación y el diálogo birregional.
2. Ciencia, Tecnología e Innovación
En el área de Ciencia, Tecnología e Innovación se da prioridad al fortalecimiento de la vinculación de agendas y diálogo entre grupos de interés gubernamentales, no gubernamentales y académicos en torno a la implementación de la Iniciativa Común sobre Investigación e Innovación (JIRI). 
3. Desarrollo Económico y Social
Bajo este tema la Fundación EU-LAC desarrolla un conjunto de actividades que aborden los problemas económicos y sociales actuales y las tendencias a largo plazo que afectan a las sociedades de ALC y de la UE con vistas a garantizar una recuperación sólida y la construcción de economías y sociedades más innovadoras, inclusivas y resistentes. La Fundación pretende llevarlo a cabo mediante (i) la promoción de plataformas de diálogo birregional con actores públicos y privados para fortalecer las relaciones económicas y empresariales, (ii) la generación de conocimientos y promoción del intercambio sobre cohesión e inclusión social, y (iii) la promoción de alianzas digitales birregionales.
4. Cambio Climático
El cambio climático es una de las prioridades mencionadas en la III Cumbre UE-CELAC, así como en el Capítulo 2 del Plan de Acción Birregional. La Fundación EU-LAC promueve espacios de encuentro para el diálogo y la reflexión con actores no gubernamentales de referencia para enriquecer y fortalecer al proceso intergubernamental que busca respuestas para afrontar los desafíos que confrontan las sociedades de ambas regiones.
5. Cultura
La cultura es un instrumento fundamental para el acercamiento entre los países de la Unión Europea, América Latina y el Caribe. Las actividades de la Fundación EU-LAC en esta área estratégica están diseñadas para contribuir a un mayor conocimiento y entendimiento mutuo entre nuestras sociedades y a fortalecer la cooperación birregional. Con ello se busca también contribuir al ODS 17 para “fortalecer los medios de implementación y revitalizar la asociación mundial para el desarrollo sostenible”.
6. Multilateralismo y Asociación Birregional
Con el fin de abordar conjuntamente las circunstancias internacionales actuales y los nuevos desafíos mundiales, la Fundación EU-LAC se encuentra con socios importantes para revisar las ventajas y el potencial de la asociación estratégica birregional UE-CELAC. La Fundación fomenta el multilateralismo como la arquitectura viable, desde una perspectiva de valores, problemas y soluciones compartidos dentro de las relaciones birregionales.
7. Género
En el capítulo 7 del Plan de Acción UE-CELAC de 2015, las autoridades de la Unión Europea y de América Latina y el Caribe expresaron su plena dedicación a trabajar en favor de las mujeres, la reducción de las desigualdades, especialmente en lo que se refiere a su acceso a los derechos económicos y políticos, y la eliminación de la violencia. La Fundación EU-LAC pretende así compartir experiencias y conocimientos concretos entre los miembros de la Red Internacional de Mujeres EU-LAC para avanzar en la discusión de estos temas. 

## Estructura
La estructura de la Fundación comprende al Consejo Directivo, al (a la) Presidente yal/ a la Director/a Ejecutivo/a.

### Consejo Directivo
El Consejo Directivo de la Fundación EU-LAC supervisa el manejo de la misma y se asegura de que trabaje para conseguir sus objetivos. 
El Consejo Directivo tiene 61 miembros que representan a cada uno de los miembros de la Fundación EU-LAC. El Consejo Directivo se reúne al menos dos veces por año y es codirigido por las presidencias de CELAC y la UE.

### Presidente
Cada cuatro años, el Consejo Directivo selecciona a un/a Presidente ad honorem con funciones mayoritariamente representativas. La presidencia se alterna entre un/a ciudadano/a de un Estado miembro de la Unión Europea y otro de un Estado de América Latina y el Caribe. Si la/el presidente seleccionada/o proviene de un Estado miembro de la Unión Europea, el/la director/a ejecutivo/a debe ser ciudadano/a de un Estado de América Latina y el Caribe, y viceversa.
- 2011–2015: Benita Ferrero-Waldner (Austria), exministra de Asuntos Exteriores de Austria y excomisaria de la UE de Relaciones Exteriores y Política de Vecindad, y de Comercio
- 2016–2020: Leonel Fernández (República Dominicana), ex presidente de la República Dominicana y presidente de la Fundación Global Democracia y Desarrollo (FUNGLODE)
- 2020–2024: Leire Pajín Iraola (España), exministra de Sanidad, Política Social e Igualdad y directora del Desarrollo Internacional en IS Global, Diputado al Parlamento Europeo
- 2024 a la fecha: José Antonio García Belaúnde, exministro de Relaciones Exteriores de Perú

### Director/a Ejecutivo/a
La dirección ejecutiva es la representación legal de la Fundación EU-LAC. El Consejo Directivo elige al/a la Director/a Ejecutivo/a cada cuatro años, con base en la recomendación del grupo regional al que corresponde el cargo de Director/a Ejecutivo/a en ese período. Si el/la Director/a Ejecutivo/a seleccionado/a es originario/a de un Estado miembro de la UE, el/la Presidente/a seleccionado/a es ciudadano/a de un Estado latinoamericano o caribeño, y viceversa.
- 2011–2015: Jorge Valdez Carrillo, (Perú), Ex-Embajador del Servicio Diplomático del Perú
- 2016–2020: Paola Amadei, (Italia), Embajadora de la Unión Europea en el Reino de Lesoto
- 2020–2024: Adrián Bonilla, (Ecuador), Ex-Secretario Nacional de Educación Superior
- a la fecha: Alberto Brunori, (Italia), Ex representante Regional de la Oficina del Alto Comisionado de las Naciones Unidas para los Derechos Humanos (ACNUDH) en América Central y el Caribe de habla inglesa

## Finanzas
La Fundación EU-LAC se financia a partir de las contribuciones voluntarias de sus miembros.